# GRIN3A
GRIN3A یک زیرواحد گیرنده گلوتاماتی NMDA است. این زیرواحد پروتئینی در انسان توسط ژن GRIN3A کدگذاری می‌شود.

## عملکرد
ژن این پروتئین زیرواحدی از گیرنده‌های NMDA را رونویسی می‌کند. گیرنده‌های NMDA به خانواده بزرگ کانال‌های یونی تنظیم شونده با گلوتامات تعلق دارند و در فرآیندهای فیزیولوژیکی و پاتولوژیک در سیستم عصبی مرکزی فعالیت می‌کنند.
این زیرواحد در انسان بیش از ۹۰ درصد با زیرواحد مشابه آن در موش‌ها شباهت دارد. مطالعات روی موش برهنه که در این زیرواحد کمبود دارد نشان می‌دهد که این ژن ممکن است با تعدیل فعالیت گیرنده NMDA در توسعه عوامل سیناپسی نقش داشته باشد.